# Usha Didi Gunatita
Usha Didi Gunatita (Caaguazú, 16 de febrero de 1971-Asunción, 13 de mayo de 2015) fue una actriz, drag queen y activista por los derechos LGBT paraguaya.

## Biografía
Nació en Caaguazú el 16 de febrero de 1971. Con 13 años de edad quedó huérfana de madre, y se mudó junto a su hermana a Asunción. En la capital empezó a trabajar en la limpieza de bares como Stop, Trauma o Playboy, mientras que por las noches realizaba performances y shows que se caracterizaban por utilizar música popular paraguaya. Posteriormente también realizó espectáculos nocturnos en los pubs de La Barca, El audaz, Spider, Punto G y Luna. Participó en actividades de recaudación de la Comunidad Homosexual del Paraguay (CHOPA), donde realizaba la labor de maestra de ceremonias.
Alrededor de 1996, fue parte del grupo Trans Faces, junto a las también artistas Kupple, Quiels, Lumiers, Cesarito y Kinsinha. El grupo produjo espectáculos de transformismo en distintos locales de Asunción. En dichos espectáculos Usha imitó a, entre otras personalidades, Evita Perón, Damas, Pimpinela y Tita Merello. También fue telonera del espectáculo Gordas de Hugo Robles.
Usha realizó una labor filantrópica en su comunidad, ya que prestaba refugio en su departamento, llamado casa Humaitá, a personas LGBT desamparadas o que vivían en situación de violencia familiar. Otra de sus acciones era visitar a niñas y niños con cáncer en el hospital vestida de Papá Noel durante las fiestas navideñas.
En 2013 formó parte del elenco de El despojo, obra de la Asociación Panambí y dirigida por Omar Marecos. En la obra realizaba un monólogo autobiográfico. También participó en televisión, en el programa humorístico Claricaturas, protagonizado por Clara Franco.
Falleció de un paro cardíaco en Asunción el 13 de mayo de 2015, a los 44 años. Fue enterrada en el cementerio de Villa Elisa.

## Legado
Usha Didi Gunatita fue una pionera del arte drag en el Paraguay del stronismo tardío. Muchas drag queens de generaciones posteriores la reivindican como referente, y basan sus personajes en las características exageradas de Usha en sus actuaciones. También es recordada como una de las primeras personas trans que mantuvo un espacio televisivo sin ser censurado en la televisión paraguaya.
En 2015, año en que falleció, fue recordada durante la Parada del Orgullo LGBTI+, que solía encabezar. En 2021 fue nuevamente homenajeada, junto al activista Miguel Ángel Auad, conocido como Petunia, durante la marcha del orgullo por las asociaciones Panambí y SOMOSGAY.

## Filmografía

### Televisión
- Claricaturas

## Teatro
- El despojo (2013)